# Новый Бор (Ленинградская область)
Новый Бор (фин. Uusi Poru) — деревня в  Гостилицком сельском поселении Ломоносовского района Ленинградской области.

## История
На карте Санкт-Петербургской губернии Ф. Ф. Шуберта 1834 года обозначена деревня Новый Бор к югу от деревни Старый Бор и мызы Боровская Захарова.

БАРОВСКАЯ НОВАЯ — мыза и деревня принадлежат девицам Сахаровым, число жителей по ревизии: 39 м. п., 48 ж. п. (1838 год)

В пояснительном тексте к этнографической карте Санкт-Петербургской губернии П. И. Кёппена 1849 года она записана как деревня Neu Boru (Новая Боровская, Новый Бор) и указано количество её жителей на 1848 год: савакотов — 19 м. п., 22 ж. п., всего 41 человек, русских — 38 человек.
Деревня Новый Бор отмечена на карте профессора С. С. Куторги 1852 года.

БОРОВСКАЯ НОВАЯ — деревня генерал-майора Лихонина, по просёлочной дороге, число дворов — 13, число душ — 33 м. п. (1856 год)

Согласно «Топографической карте частей Санкт-Петербургской и Выборгской губерний» в 1860 году деревня называлась Новый Бор и состояла из 11  дворов.

БОР НОВЫЙ — деревня владельческая при колодцах, число дворов — 16, число жителей: 31 м. п., 42 ж. п. (1862 год)

В 1869 году временнообязанные крестьяне деревни выкупили свои земельные наделы у О. С. Лихонина и стали собственниками земли.

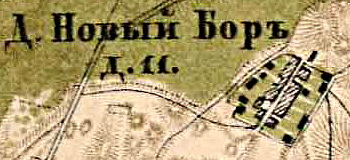
План деревни Новый Бор. 1885 год

В 1885 году деревня Новый Бор также насчитывала 11 дворов.
Согласно материалам по статистике народного хозяйства Петергофского уезда 1887 года мызы Старый Бор и Новый Бор общей площадью 3130 десятин принадлежали губернскому секретарю О. А. Янцову, они были приобретены в 1873 году за 40 000 рублей, имелся винокуренный завод.
В конце XIX века деревня административно относилась к Медушской волости 2-го стана Петергофского уезда Санкт-Петербургской губернии, в начале XX века — 3-го стана. По приходским данным население деревни было исключительно ижорским.
К 1913 году количество дворов увеличилось до 16.
Согласно данным переписи населения СССР 1926 года в деревне Новый Бор Модолицкого сельсовета Медушской волости Троцкого уезда проживали 106 человек — большинство русские, а также финны.

Деревня Новый Бор на карте 1940 года

Согласно топографической карте РККА 1940 года деревня Новый Бор насчитывала 20 дворов.
По данным 1933 года деревня называлась Бор Новый и входила в состав Дятлицкого сельсовета Ораниенбаумского района.
По данным 1966, 1973 и 1990 годов деревня Новый Бор входила в состав Гостилицкого сельсовета.
В 1997 году в деревне Новый Бор Гостилицкой волости проживали 13 человек, в 2002 году — 12 человек (русские — 92 %), в 2007 году — 8.

## География
Деревня расположена в южной части района на автодороге 41К-015 (Анташи — Красное Село), к югу от административного центра поселения, деревни Гостилицы.
Расстояние до административного центра поселения — 11 км.
Расстояние до ближайшей железнодорожной станции Ораниенбаум I — 38 км.

## Демография
| 1838 | 1862 | 1997 | 2002 | 2007 | 2010 | 2017 |
| ---- | ---- | ---- | ---- | ---- | ---- | ---- |
| 87   | ↘73  | ↘13  | ↘12  | ↘8   | ↗9   | ↗11  |